# Малатеста III Малатеста
Вижте пояснителната страница за други личности с името Малатеста Малатеста.
Малатеста III Малатеста, наречен Древният Малатеста или Разбивачът на семейства (на италиански: Malatesta III Malatesta, Malatesta Antico, Guastafamiglia; * 1299, † 27 август 1364, Римини), e благородник от род Малатеста, кондотиер, господар на Пезаро (1326 – 1330, 1333 – 1340), Римини (1335 – 1363), Анкона, Асколи Пичено, Католика, Фосомброне, Градара, Йези, Озимо и Реканати.

## Произход
Той е син на Пандолфо I Малатеста (* ок. 1267, † 1326), господар на Римини и на Пезаро, и на съпруга му Тадеа да Римини (* 1267). Има един брат и една сестра:
- Галеото I (* ок. 1300, † 1385), господар на Римини (1372 – 1385)
- Катерина (* ок. 1322, † ок. 1340), съпруга на Луиджи I Гонзага, господар на Мантуа.

## Биография
Заедно с баща си Пандолфо, през 1320 г. участва в кръстоносния поход, обявен от папа Йоан XXII срещу Федерико I да Монтефелтро в Урбино, където става главен герой на кланета и опустошения. Впоследствие отива в Равена и през 1322 г. оказва помощ на Остазио I да Полента да убие братовчед си, архиепископ Риналдо да Полента, с цел завладяване на града.
През 1325 г. е на служба при папския легат Бертрандо дел Поджето срещу Висконти и Гонзага, от които е победен и пленен в Монтевельо. Освободен през 1326 г., той води битка първо срещу Нолфо да Монтефелтро и след това срещу Рамберто Малатеста. Последният е убит през 1330 г. от братовчед си Малатестино Новело.
На 14 април 1333 г. се бие във Ферара срещу фамилията Есте, водена от Риналдо I д’Есте. Победен от опонентите си, той е пленен, но по-късно е освободен, защото застава на страната на папите. Атакува и побеждава папите и влиза в Римини. През 1334 г., благодарение на подкрепата на кардинал дел Поджето, той и брат му Галеото получават господството над Римини, измествайки братовчед им Ферантино Новело.
През март 1336 г. Малатеста III отново е във война срещу Ферантино Малатеста, съюзник на Църквата и Да Монтефелтро, който атакува Римини. Битката завършва три месеца по-късно с примирието с Ферантино Новело чрез посредничеството на Остазио да Полента.
През февруари 1342 г. е нает от Флоренция във войната срещу Пиза. Флорентинците му поверяват командването на тяхната армия, съставена от 200 конници, към които след това са добавени други конници, пехотинци, арбалетчици и войници, доставени от други комуни, образувайки контингент от около 12 000 единици. Малатеста първо се насочва към Лука, обсаден от врагове, вместо да атакува град Пиза и това е решаваща грешка в изхода на конфликта, тъй като след пет месеца битка народът на Лука се предава на войските на Пиза и това представлява сериозна грешка. Флорентинците го уволняват и на негово място викат Готие VI дьо Бриен, херцог на Атина.
Между 1347 и 1348 г. е постигнат мир с папата и семейство на Малатеста му получава територии: брат му Галеото получава Фано, Малатеста получава Римини, докато на синовете му Пандолфо и Унгаро е поверено управлението на Пезаро. Въпреки това, тяхното колебливо и коварно отношение е още веднъж очевидно, когато кралят на Унгария Лайош I Велики се спуска в Италия за войните си срещу Неапол и Венеция. Когато Светият престол се премества в Авиньон, Малатеста II подкрепя гибелините и получава титлата на имперски викарий. Малко след това успява да превземе Анкона, Йези, Асколи Пичено и Сенигалия. Той също изтръгва господството над Мондаино от своя братовчед Ферантино Новело, но въпреки това окончателно се помирява.
През 1352 г. преминава в служба на Кралство Неапол, управлявано от Джована I Анжуйска със съпруга ѝ Луи от Таранто. Начело на 300 конници и 400 пехотинци той слиза с брат си Галеото в Кампания, където се изправя срещу лидера Корадо Лупо и Великата дружина, водена от Фра Мориале, постигайки серия от победи и принуждавайки враговете да се предадат. На следващата година обаче дружината на Фра Мориале отмъщава за претърпяното поражение и се изкачва до Марке, като се поставя в услуга на Джентиле да Молиано, господар на Фермо – град, обсаден от двамата братя Малатеста. Мориале със своите наемници атакува и опустошава всички владения на Малатеста в Романя и Марке. За да спре насилието, Малатеста II плаща компенсация от 40 000 флорина на френския кондотиер.
В началото на 1355 г. Малатеста е отлъчен от Църквата и владенията му претърпяват нова атака, този път от папските войски под командването на кардинал Еджидио Алборноз. Войната продължава около четири месеца, Малатеста губи много територии и е принуден да се предаде. След поражението той постига споразумение с Алборноз и преминава на служба на Църквата. Папа Инокентий VI му дава титлата викарий на Светия престол и в замяна Малатеста II му отстъпва много от своите територии, но успява да запази феодалните владения Римини, Фано и Фосомброне.
В заплатата на папата през 1356 г. той се бие първо срещу Орделафи, които, подпомогнати от Великата дружина, водена от граф Ландо, побеждават войските му, след това срещу Манфреди и през 1359 г. срещу господарите на Болоня Висконти.
През пролетта на 1363 г. Малатеста II отива в Авиньон, където съобщава на папата решението си да се оттегли като управител на своите общини и от военния живот. Той поверява господството на Римини на брат си Галеото; неговият син Пандолфо задържа управлението на Пезаро, докато на неговия син Унгаро е поверено командването на неговите войски.

## Брак и потомство
∞ ок. 1320 за Костанца Ондедей, сестра на Менегино и Чечолино Ондедей, господари на Салудечо, от която има един или двама сина и шест дъщери:
- Тадеа Малатеста († 30 юни 1363), ∞ 1347 за Джовани дели Орделафи, син на Франческо II дели Орделафи
- Катерина Малатеста, ∞ 1347 за Лудовико дели Орделафи, син на Франческо II дели Орделафи
- Малатеста Унгаро, роден Галеото Малатеста (* юни 1327, † юли 1375), господар на Римини и на Йези, ∞ 1. за Виоланта д'Есте 2. 9 юли 1362 за Костанца д'Есте († 13 февруари 1391), извънбрачна узаконена дъщеря на Обицо д'Есте, маркиз на Ферара. Има и двама извънбрачни сина и една извънбрачна дъщеря.
- Симона Малатеста, монахиня в „Санта Еуфемия“
- Микелина Малатеста, наречена Мелкина, ∞ за Роберто Алдозио, син на Липо Алдозио, папски викарий на Имола
- Пандолфо II Малатеста (* 1325, † 1373), вероятно извънбрачен, кондотиер господар на Пезаро (1347 – 1373), ∞ 1. 1331 за Лупа Франческа Булгарели, дъщеря на Берардо Булгарели, граф на Маршано 2. 1362 за Паола Орсини († 6 февруари 1371), дъщеря на Бертолдо Орсини, от която има един син и две дъщери. Има и две извънбрачни деца
- Джиневра Малатеста (* 1350, † 1364), ∞ за Гуидо II Гонзага (1340 – 1399), господар на Новелара, син на Фелтрино Гонзага, от когото има двама сина и три дъщери
- Томаза Малатеста, ∞ вероятно за Обицо, син на Джакомо Пеполи

Има и двама или трима извънбрачна сина:
- Леале Малатеста († 1400) с майка Джована, узаконен 1363, епископ на Пезаро 1370, епископ на Римини (1373 – 1400)
- Мастино Малатеста († пр. 1364)
- гореспоменатият Пандолфо II

### Други
- Malatesta Malatesta, на condottieridivettura.it. Посетено на 23 септември 2023 г.

|  | Тази страница частично или изцяло представлява превод на страницата Malatesta III Malatesta в Уикипедия на италиански. Оригиналният текст, както и този превод, са защитени от Лиценза „Криейтив Комънс – Признание – Споделяне на споделеното“, а за съдържание, създадено преди юни 2009 година – от Лиценза за свободна документация на ГНУ. Прегледайте историята на редакциите на оригиналната страница, както и на преводната страница, за да видите списъка на съавторите. ВАЖНО: Този шаблон се отнася единствено до авторските права върху съдържанието на статията. Добавянето му не отменя изискването да се посочват конкретни източници на твърденията, които да бъдат благонадеждни. |